# 475 a. C.
El año 475 a. C. fue un año del calendario romano prejuliano. En el Imperio romano se conocía como el Año del consulado de Poplícola y Rutilo (o menos frecuentemente, año 279 Ab urbe condita).

## Acontecimientos

### Grecia
- Mícalo, asume como regente de los hijos de Anaxilao en la tiranía de las ciudades de Regio y Mesina.
- Erupción del volcán Etna que destruye las ciudades sicilianas de Catania y Naxos.
- Cimón conquista el valle del río Estrimón (Tracia) y la isla de Esciro.

### República Romana
- El cónsul romano Publio Valerio derrota al ejército coaligado de sabinos y etruscos en Veyes.

### Japón
- Inicia el reinado del quinto emperador, Kōshō.

### Resto del Mundo
- Jerjes I de Persia manda construir la Puerta de las Naciones, guardada por dos toros alados; es una majestuosa muestra del arte mesopotámico y persa.[1]

## Fallecimientos
- Anaxilao, tirano de Regio (actual Reggio de Calabria) y Mesina
- Pitágoras de Samos, filósofo y matemático griego.